# Hamad Rakea Al Anezi
Hamad Rakea Al Anezi (ur. 22 kwietnia 1984) – bahrajński piłkarz występujący na pozycji pomocnika w drużynie Riffa Club.

## Kariera piłkarska
Hamad Rakea Al Anezi od początku kariery gra w klubie Riffa. W 2004 zadebiutował w reprezentacji Bahrajnu. W 2011 został powołany do kadry na Puchar Azji rozgrywany w Katarze. Jego drużyna zajęła 3. miejsce w grupie i nie awansowała do dalszej fazy.